# Gyulhyeon (métro d'Incheon)
Gyulhyeon (hangeul : 귤현 ; hanja : 橘峴) est une station de passage de la ligne 1 du métro d'Incheon. Elle est située 1136 Jangje-ro, quartier Gyulhyeon-dong, dans l'arrondissement de Gyeyang-gu de la ville d'Incheon, à l'ouest de Séoul, en Corée du Sud.
Ouverte en 1999, elle est desservie par les rames omnibus qui circulent sur la ligne. Depuis 2010 la billetterie est fondue dans celle du métro de Séoul.

## Situation sur le réseau

Plan du réseau du métro de Séoul (2023)

La station de surface Gyulhyeon est une station de passage de la ligne 1 du métro d'Incheon : Elle est située entre la station Gyeyang, terminus nord de la ligne, et la station Bakchon, en direction du terminus sud Songdo Moonlight Festival Park.

## Histoire
La station Gyulhyeon est mise en service le 7 décembre 1999, lors de l'ouverture à l'exploitation de la section, de Bakchon à  Gyulhyeon.
Avant 2010, le métro d'Icheon disposait de son propre système de billetterie, depuis il est intégré dans le système du métro de Séoul. Cette fusion est aussi visible sur les plans du métro de Séoul qui incluent maintenant le métro d'Incheon.

## Services aux voyageurs

### Accès et accueil
La station en surface est située au 451-267 Gyulhyeon-dong, 24 Danamno. Comme toutes les stations de la ligne, elle est équipée d'automates pour l'achat de titres de transports valables sur l'ensemble du réseau du métro de Séoul.

### Desserte
Gyulhyeon est desservie par les rames omnibus qui circulent sur la ligne 1 du métro d'incheon. Elle dispose de deux voies encadrées par deux quais équipés de portes palières.

Installations
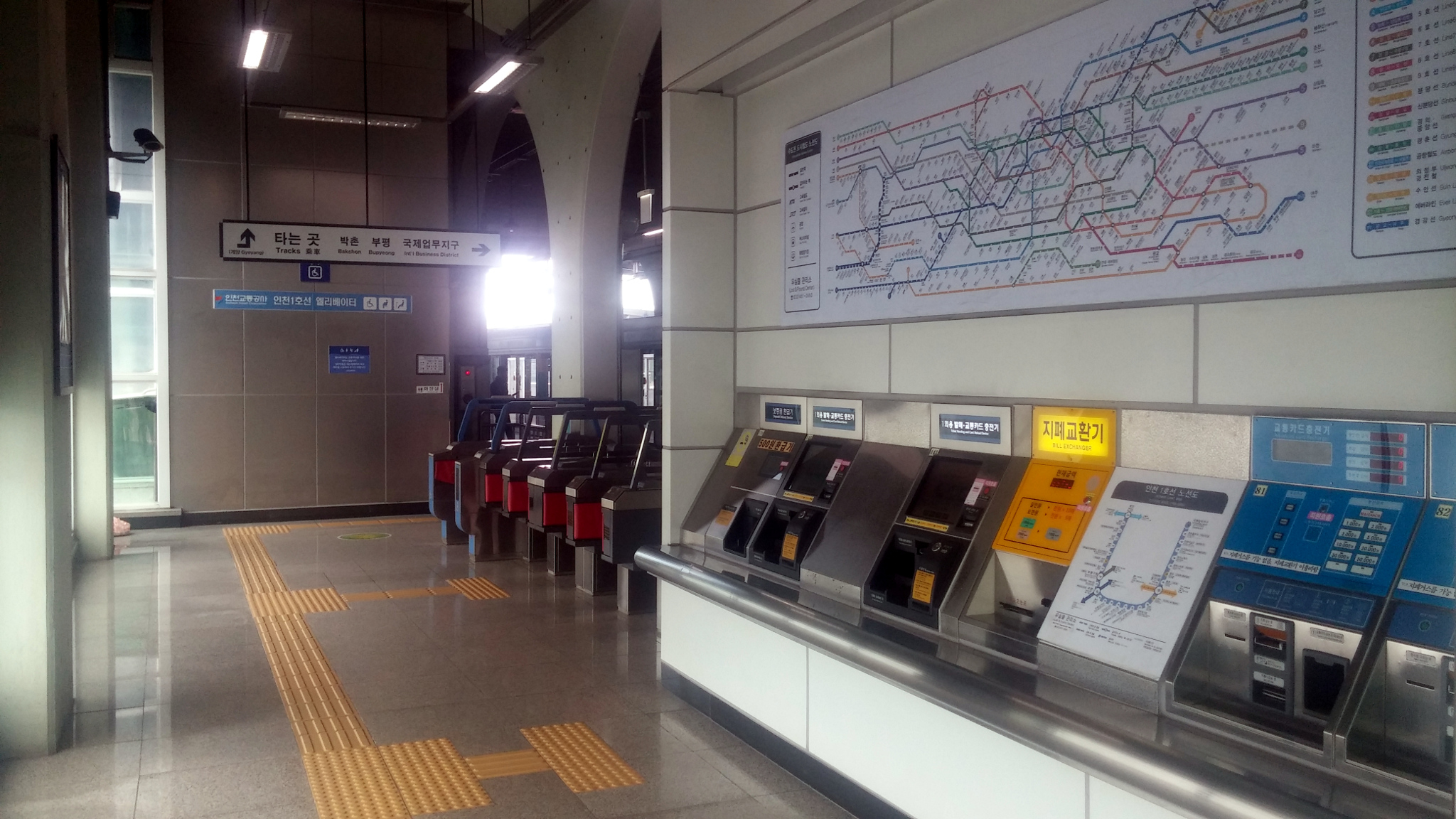
En 2017.
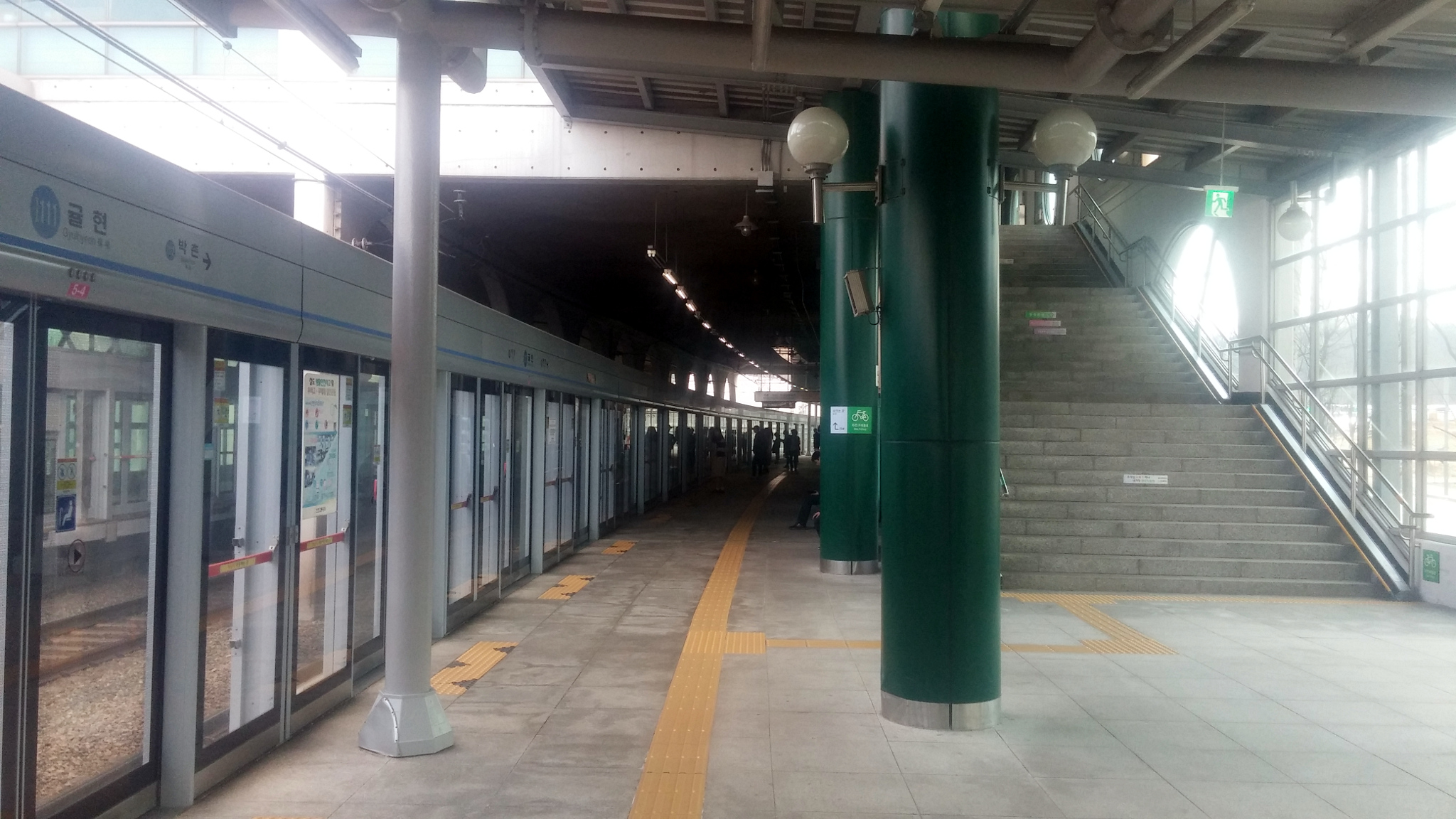
En 2017.
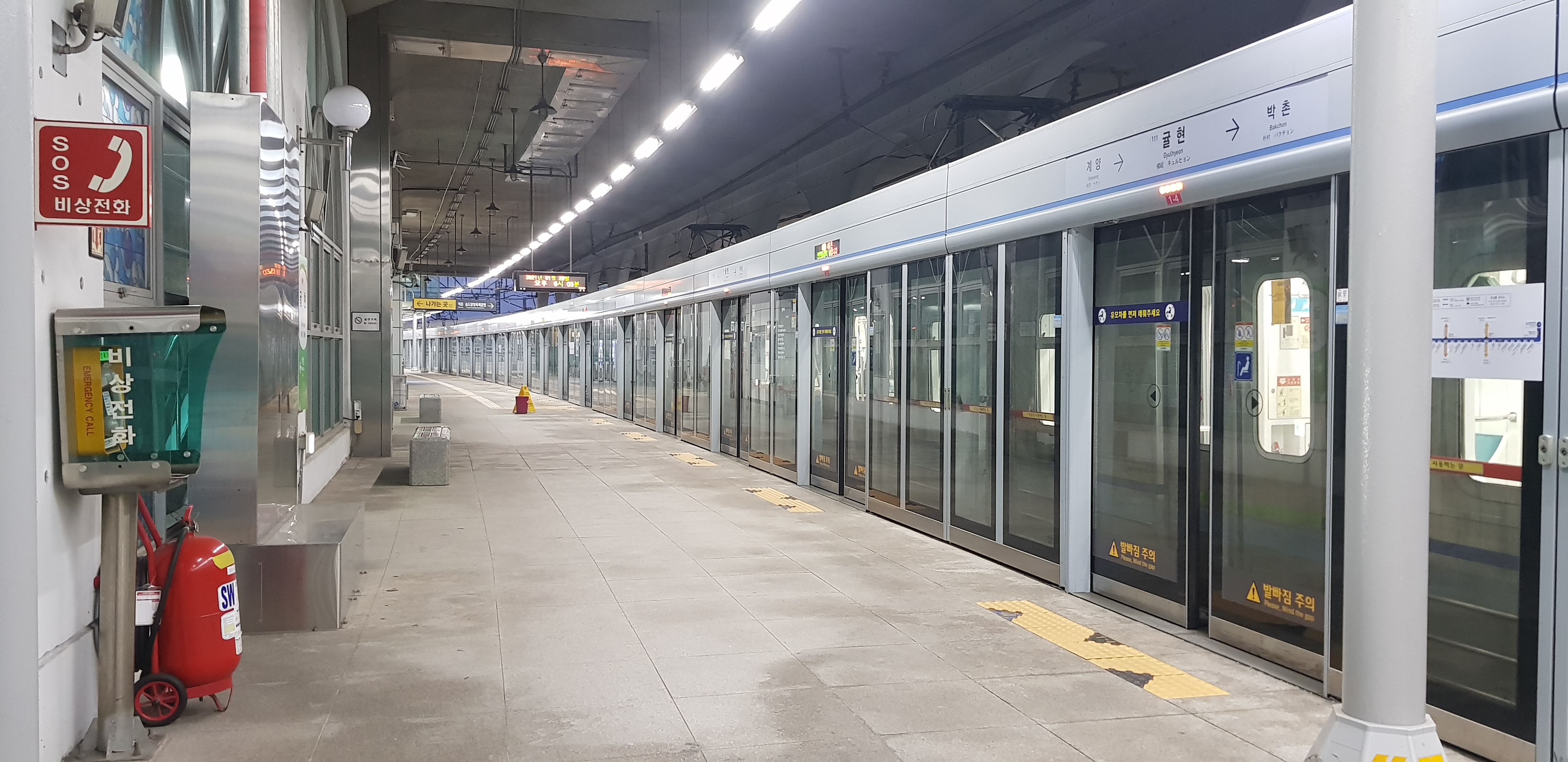
En 2021.

### Intermodalité
Des arrêts de bus sont établis à proximité des bouches de la station.